# 宇和島市立図書館
宇和島市立図書館（うわじましりつとしょかん）は愛媛県宇和島市にある公共図書館の総称。

## 中央図書館
- 宇和島伊達家10代目当主伊達宗陳が1911年（明治44年）11月に当時の北宇和郡宇和島町に旧明倫館の跡地として「私立伊達図書館」を設立、伊達家の資料として整理したが、1945年（昭和20年）7月に空襲のため焼失[1][2]。
- 1950年（昭和25年）11月9日に、堀端通りの程野製糸場跡地として図書館法で市立として開館。新設のためだった[3]。
- 1986年（昭和61年）5月3日に、鉄筋コンクリート3階建ての宇和島市立中央公民館の一つとして開館。以前の2代目の図書館の跡地だった[4]。
- 2019年（平成31年）4月6日に、JR宇和島駅前の宇和島市学習交流センターの2階・3階に移転。

## 簡野道明記念吉田町図書館
- 1941年（昭和16年）に漢文学者簡野道明の寄付により「村井愛郷会立簡野道明先生記念図書館」として設立[5]。
- 1947年（昭和22年）に「吉田町青年団付属図書館」として開館[5]。
- 1950年（昭和25年）に「簡野道明先生記念吉田町立図書館」と改称[5]。
- 1986年（昭和61年）に「吉田町立図書館」に改称[5]。
- 2004年（平成16年）9月29日に「簡野道明記念吉田町立図書館」に改称[5]。
- 2005年（平成17年）8月1日に宇和島市に合併、「宇和島市立簡野道明記念吉田町図書館」に改称[5]。

## 津島分館
- 前身は岩松公民館図書室